# Filmvígjáték

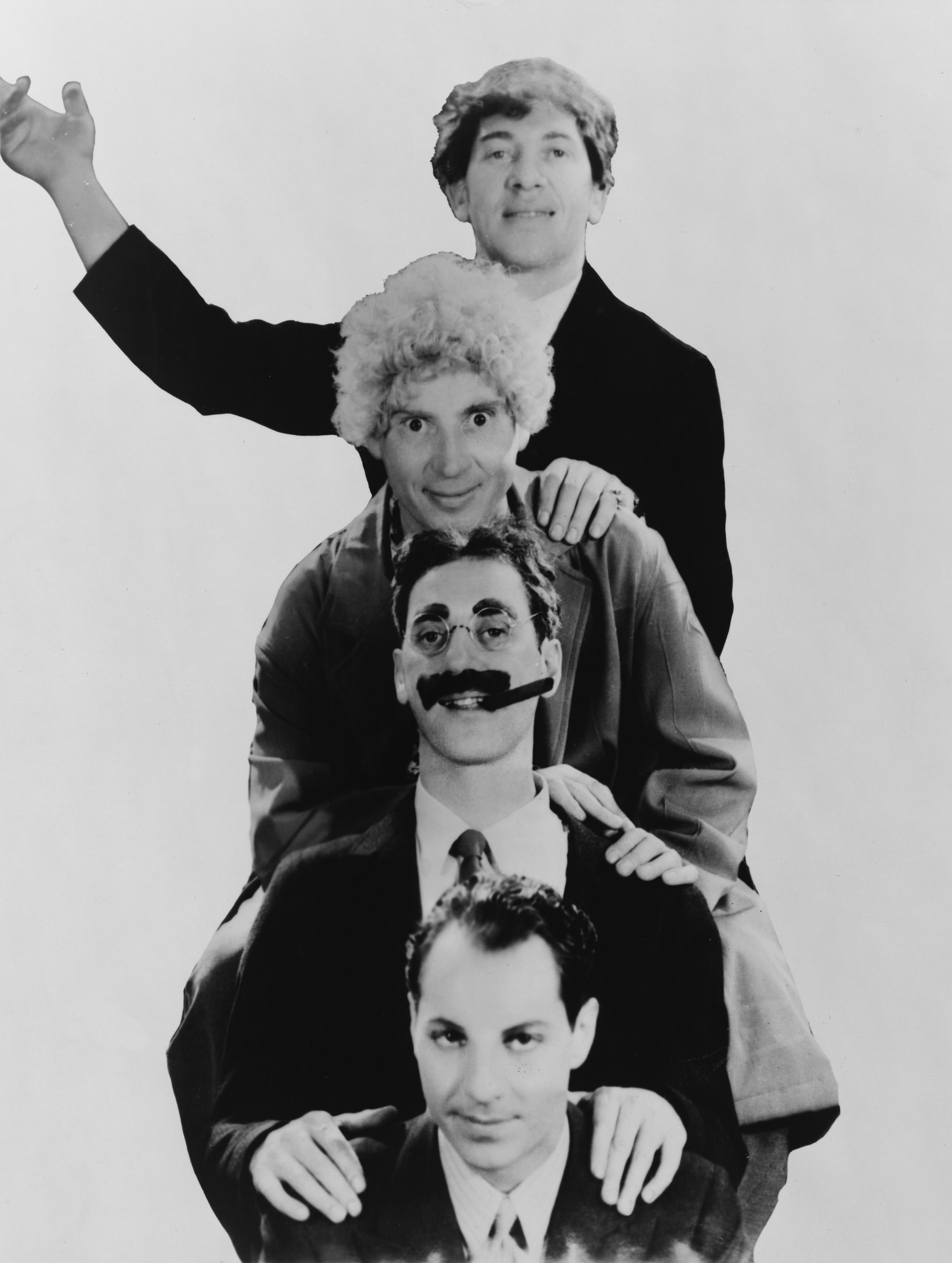
A Marx fivérek (1931)

A filmvígjáték a filmek olyan kategóriája, amelyben a humor hangsúlyosan jelen van. Ezeknek a filmeknek egyik célja, hogy a közönséget szórakoztatva megnevettessék, és gyakran úgy működnek, hogy a humoros hatás érdekében eltúloznak egyes jellemzőket, például a helyzetet, a nyelvezetet, a cselekményt vagy a szereplők viselkedését.
A komédia klasszikus felfogása, amely az i. e. 4. századi görögországi Arisztotelésszel kezdődött és napjainkig fennmaradt, úgy tartja, hogy a komédia elsősorban az emberekkel mint társadalmi lényekkel, és nem mint magánemberekkel foglalkozik, és hogy funkciója őszintén javító jellegű. A művész célja, hogy tükröt tartson a társadalom ostobaságai és vétkei elé, abban a reményben, hogy ennek eredményeképpen megjavulnak.

Filozófiai szempontból a filmvígjátékban megjelenő humor fontos szerepet tölt be minden ember életében, mert a film bármilyen tragikus, szomorú eseménynek a humoros oldalát ábrázolja, amiben a tragédiát (vagy más, szomorú eseményt) a film teljesen más szemszögből mutatja meg a nézőnek. A humor lényege, hogy meglévő, ismert információk után valami váratlan, pozitív érzelmeket keltő dolog jut a néző tudomására.
A filmeknek ez az egyik legrégebbi műfaja a klasszikus színházi vígjátékokból ered. A vígjáték a történet alaphelyzetét tekintve dráma, annak egyik alműfaja.
Az ilyen stílusú filmek hagyományosan happy enddel végződnek. A filmvígjátékoknak számos alműfaja létezik.
A filmvígjáték a filmművészet egyik műfaja, amelybe olyan filmek tartoznak, amelyek célja, hogy megnevettessék a nézőket. A dráma, a horrorfilmek és a tudományos fikció mellett a vígjáték az egyik legfontosabb filmes műfaj. A filmvígjátékoknak több típusa vagy alműfaja létezik, például:
- A horrorvígjáték olyan vígjáték, amely komikus elemeket kombinál horror elemekkel, vagy olyan film, amely horrorfilmeket parodizál.
- Szituációs komédia – olyan komédia, amelyekben az epizódok különböző, általában hétköznapi helyzeteket mutatnak be, váratlan fordulatokkal.
- Bűnügyi filmvígjáték – a főszereplők gengszterek, tolvajok, betörők, rendőrök – a viselkedésük vagy a helyzetek kimenetele humoros.
- zenés vígjáték – sok zenével és dallal játszott vígjáték.
- Paródia – vígjáték, amely valamilyen más filmes műfajt parodizál.
- Romantikus vígjáték – általában szerelmes, vagy más, erős érzelmeket megmozgató vígjáték.
- Szatirikus komédia – a szatíra elemeit alkalmazó film.
- Tragikomédia – komikus epizódokat tragikus epizódokkal kombináló vígjáték.

Az alműfajok egymással keveredhetnek, elemeket vehetnek át egymástól.
A legkorábbi némafilmek közül nagyon sok vígjáték volt, mivel a slapstick comedy a vizuális ábrázolásra támaszkodik, és nem igényel hangot. Amikor az 1920-as években a hangosfilmek kezdtek elterjedni, a filmvígjátékok újabb lendületet vettek, mivel a humor már nemcsak burleszk helyzetekből, hanem párbeszédekből is fakadhatott.
Míg sok vígjátéki film könnyed történet, amelynek a célja nem más, mint a szórakoztatás, mások (sokszor burkoltan) politikai kritikát vagy egyéb társadalmi állásfoglalást is megfogalmaznak.
A Screenwriters Taxonomy azt írja, hogy a filmműfajok alapvetően a film hangulatán, karakterein és történetén alapulnak, ezért a „dráma” és a „vígjáték” címkék túl tágak ahhoz, hogy műfajnak lehessen tekinteni őket.  Ehelyett a taxonómia azt állítja, hogy a vígjátékfilmek a filmek egyik „típusát” alkotják; majd a vígjátékfilmek legalább egy tucat különböző altípusát sorolja fel.